# Tennistoernooi van Sydney 1992
|                                            |  |                                       |
| Gabriela Sabatini, winnares bij de vrouwen |  | Emilio Sánchez, winnaar bij de mannen |

Het tennistoernooi van Sydney van 1992 werd van maandag 6 tot en met zondag 12 januari 1992 gespeeld op de hardcourt-buitenbanen van het White City Stadium in de Australische stad Sydney. De officiële naam van het toernooi was Peters International. Het was de 100e editie van het toernooi.
Het toernooi bestond uit twee delen:
- WTA-toernooi van Sydney 1992, het toernooi voor de vrouwen
- ATP-toernooi van Sydney 1992, het toernooi voor de mannen

ATP-toernooi van Sydney – WTA-toernooi van Sydney

Toernooien sinds 1990:
1990 · 1991 · 1992 · 1993 · 1994 · 1995 · 1996 · 1997 · 1998 · 1999 · 2000 · 2001 · 2002 · 2003 · 2004 · 2005 · 2006 · 2007 · 2008 · 2009 · 2010 · 2011 · 2012 · 2013 · 2014 · 2015 · 2016 · 2017 · 2018 · 2019 · 2020 · 2021 · 2022